# بيتر بورتون
بيتر بورتون (بالإنجليزية: Peter Burton)‏ هو ممثل بريطاني، ولد في 4 أبريل 1921 في المملكة المتحدة، وتوفي في 21 نوفمبر 1989 بلندن في المملكة المتحدة بسبب نوبة قلبية. بدأ مشواره المهني سنة 1950.

## أعمال

### أفلام
- (1962) دكتور نو
- (1971) برتقالة آلية[2]

## وصلات خارجية
- بيتر بورتون على موقع IMDb (الإنجليزية)
- بيتر بورتون على موقع ألو سيني (الفرنسية)
- بيتر بورتون على موقع أول موفي (الإنجليزية)
- بيتر بورتون على موقع قاعدة بيانات الأفلام السويدية (السويدية)
- بيتر بورتون على موقع ديسكوغز (الإنجليزية)
- بيتر بورتون على موقع قاعدة بيانات الفيلم (الإنجليزية)
- بيتر بورتون على موقع كينوبويسك (الروسية)